# Jurij Vasziljevics Rudov
Jurij Vasziljevics Rudov (oroszul: Юрий Васильевич Рудов) (Taganrog, 1931. január 17. – Moszkva, 2013. március 26.) szovjet színekben olimpiai és világbajnok orosz tőrvívó, edző.